# Юрий Дуд
Юрий Александрович Дуд (роден на 11 октомври 1986 г., Потсдам, Източна Германия ) е руски журналист, видео блогър, телевизионен и радио водещ.
Главен редактор на Sports.ru (2011 – 2018), от септември 2018 г. – заместник генерален директор. От 2017 г. той създава свой авторски канал в YouTube, наречен " вДудь ", в който Юрйи интервюира известни личности и издава документални филми. Към май 2022 г. каналът има над 10 милиона абонати и над 1,7 милиарда гледания.

## Биография
Роден в Потсдам, Източна Германия в семейството на Александър Петрович Дуд (роден през 1957 г.), ръководител на военния отдел на Московския държавен технически университет. Н. Е. Бауман, доктор на военните науки, професор, почетен работник на висшето училище на Руската федерация, почетен работник на висшето професионално образование, действителен член на Академията на военните науки. Майка – Анна Степановна Дуд (родена 1957 г.) – учител по химия в Московското средно специално училище на олимпийския резерв № 3 на Московския спортен комитет.
Юрий Дуд нарича себе си украинец по произход и руснак по самочувствие.
През 1990 г. семейството се премества в Москва, където Дуд постъпва в средно училище № 1246 в района на Метрогородок. Играе футбол, мечтае да стане вратар, но на 10 години спира да играе поради страхове, причинени от пристъпи на бронхиална астма. На 11-годишна възраст започва да пише спортни статии за Младежкия вестник. От април 2000 г. до март 2001 г. практикува във вестник „ Днес “ като автор на материали за спортни събития.
От април 2001 г. работи като кореспондент на свободна практика във вестник " Известия ". През 2003 г. става сътрудник на вестника, където работи до август 2006 г.
През 2006 – 2007 г. работи в списание PROsport, паралелно (до март 2007 г.) е публикуван във вестник Ведомости.
През 2008 г. завършва факултета по журналистика на Московския държавен университет.
Съпруга – Олга Дуд (родена – Бонева ; родена на 1 декември 1984 г.), завършва Руския технологичен университет.
Две деца: дъщеря Алена (родена 2008 г.) и син Данила (роден 2013 г.).

### Кариера
От април 2011 г.  до януари 2012 г. Юрий Дуд работи като специален кореспондент и коментатор в спортната редакция на NTV-Plus . През есента на 2011 г. той е назначен за главен редактор на Sports.ru, от септември 2018 г. сменя поста си на заместник генерален директор.
От 16 февруари 2012 г. до 20 юни 2013 г. той води програмата Headbutt по телевизионния канал Русия-2, заменяйки Никита Белоголовцев. От април 2012 г. до февруари 2013 г. той коментира и мачове от Английската Висша лига (сезони 2011/2012 и 2012/2013 ) на друг спортен канал на Всеруската държавна телевизионна и радиокомпания „ Спорт 1 “. В допълнение, на „ Русия-2 “ от септември 2012 г. до март 2013 г., заедно с Владимир Стогниенко, Юрий ръководи документален филм за живота на аматьорския клуб „Спарта“, наречен „30 спартанци“. Той напуска Всеруската държавна телевизионна и радиокомпания след закриването на предаването Headbut поради специфичната му тематика, която доведе до скандали, както и високата цена.
От ноември 2013 г. до февруари 2015 г. той е водещ на информационната програма „Сутрин в Москва“ на радиостанция City FM до затварянето на радиото, работи в тандем с Анна Абакумова и Елена Перова. По-късно той участва в кастинга на водещата спортна рубрика в шоуто „ Вечерен Ургант “ на „ Канал 1 “.
На 7 февруари 2017 г. Юрий Дуд стартира шоуто вДудь на видео хостинг в YouTube, в което интервюира известни хора – журналисти, бизнесмени, културни дейци, интернет и политици.
През септември 2017 г. участва в рекламна кампания за приложението VEON, разработено от Beeline. През ноември 2017 г. той става лице на марката Alfa-Bank за 2018 г.. Също така, в навечерието на Световното първенство по футбол през 2018 г., Юрий участва в рекламна кампания и става лице на марката Head & Shoulders.
През декември 2017 г. за шоуто „вДудь“ той получава наградата " Стартъп на годината" според RBC. През същия месец той участва в ролята на себе си заедно с Игор Николаев, Иван Ургант, Александър Гудков и Федук в музикалния видеоклип „Розово-малиново вино“ за програмата „ Вечерен Ургант “.
Заема 50-то място сред руските знаменитости в рейтинга на списание Forbes, публикуван в края на юли 2018 г..
През януари 2019 г. той става един от собствениците на портала Sports.ru, като получи 0,5% дял в уставния капитал на Sports.ru LLC. ru".
През 2019 г. Дуд става автор на два документални филма за историята на Русия: „Колима е родното място на нашия страх“ и „Беслан. Помни." През февруари 2020 г. журналистът създава документален филм за ситуацията с ХИВ в Русия – „ХИВ в Русия е епидемия, за която не се говори“.

### Резонансни моменти
През април 2021 г. обществената организация Лига за безопасен интернет инициира проверка от Министерството на вътрешните работи срещу Юрий Дуд въз основа на двете му интервюта с рапъра Моргенщерн и блогъра Ивангай, в които представители на организацията виждат признаци за насърчаване на употребата на незаконни вещества. Делото срещу Дуд е образувано на 10 юни. На 20 октомври 2021 г. Зюзинският съд на Москва му наложи административна глоба в размер на 100 хиляди рубли . Месец по-късно Московският градски съд отхвърли жалбата на Дуд и призна това решение за законно.
През февруари 2022 г. той публично осъди нахлуването на Русия в Украйна.
На 15 април 2022 г. Министерството на правосъдието на Руската федерация вписа Дуд в регистъра на медиите – „ чужди агенти “.
На 7 юли 2022 г. Дуд е глобен със 120 хиляди рубли по втората част на член 6.21 от Кодекса за административните нарушения „Насърчаване на нетрадиционни сексуални отношения сред непълнолетни“. Според адвоката Дуд е получил глоба за интервю с акциониста Фьодор Павлов-Андреевич.

## Документални филми
Юрий Дуд е заснел повече от 10 документални филма. Някои от тях предизвикват обществен отзвук, бурна дискусия в социалните мрежи, критики към дейността на Дуд от проправителствени телевизионни журналисти и общественици, както и внимание от страна на властите.

### „Колима“
През април 2019 г. Дъд издава документалния филм „ Колима – родното място на нашия страх “, Архивная копия, в който той кара по Колимската магистрала, построена от жертви на сталинските репресии, и разговаря с местните жители. Той също така интервюира Ефим Шифрин и дъщерята на Сергей Корольов Наталия. Според Дуд една от причините за създаването на филма е скорошно проучване на ВЦИОМ, което показва, че почти половината руснаци на възраст от 18 до 24 години никога не са чували за репресиите на Сталин.

### „ХИВ в Русия е епидемия, за която не се говори“
Дуд посвещава филмът си на повече от 1 милион души, живеещи с ХИВ в Русия. По време на интервюто авторът признава, че първоначално екипът му е искал да каже на хората как да не бъдат в тази статистика. Но след като се преглеждат видеото, те разбират, че в допълнение към ужасните цифри има и друг проблем: „ Хората, живеещи с ХИВ в Русия, са постоянно дискриминирани, избягвани са, пренебрегвани са.“ В рамките на пет дни филмът получава 12 милиона гледания.
На 14 февруари заместник-председателят на Комитета по здравеопазване на Държавната дума Федот Тумусов организира прожекция на филма в сградата на Държавната дума. На 16 февруари ръководителят на Сметната палата Алексей Кудрин обяви анализ на ефективността на мерките за организиране на медицинска помощ за заразени с ХИВ през 2020 г..

### „Човекът по време на война“
На 11 април 2022 г. е публикуван филмът „Човек по време на война“ за работата на доброволци, помагащи на бежанци от Украйна.